# Liste der Baudenkmale in der Ortschaft West
In der Liste sind die Baudenkmale in der Ortschaft West der niedersächsischen Stadt Salzgitter aufgelistet. Die Einträge in den Listen basieren auf dem Denkmalatlas Niedersachsen. Der Stand der Liste ist der 19. Juli 2022.

## Legende
In den Spalten befinden sich folgende Informationen:
- Lage: die Adresse des Baudenkmales und die geographischen Koordinaten. Kartenansicht, um Koordinaten zu setzen. In der Kartenansicht sind Baudenkmale ohne Koordinaten mit einem roten Marker dargestellt und können in der Karte gesetzt werden. Baudenkmale ohne Bild sind mit einem blauen Marker gekennzeichnet, Baudenkmale mit Bild mit einem grünen Marker.
- Bezeichnung: Bezeichnung des Baudenkmales
- Beschreibung: die Beschreibung des Baudenkmales. Unter § 3 Abs. 2 NDSchG werden Einzeldenkmale und unter § 3 Abs. 3 NDSchG Gruppen baulicher Anlagen und deren Bestandteile ausgewiesen.
- ID: die Objekt-ID des Baudenkmales
- Bild: ein Bild des Baudenkmales, ggf. zusätzlich mit einem Link zu weiteren Fotos des Baudenkmals im Medienarchiv Wikimedia Commons. Wenn man auf das Kamerasymbol klickt, können Fotos zu Baudenkmalen aus dieser Liste hochgeladen werden:

## Calbecht

### Gruppe: Kirchhof Calbecht
Baudenkmal (Gruppe):

| Lage                                   | Bezeichnung       | Beschreibung | ID       | Bild |
| -------------------------------------- | ----------------- | ------------ | -------- | ---- |
| Petriweg 6 52° 5′ 24″ N, 10° 22′ 54″ O | Kirchhof Calbecht |              | 31190956 | BW   |

Baudenkmale (Einzeln):

| Lage                                   | Bezeichnung       | Beschreibung | ID       | Bild           |
| -------------------------------------- | ----------------- | --- | -------- | -------------- |
| Petriweg 6 52° 5′ 24″ N, 10° 22′ 54″ O | St.-Petrus-Kirche | Ersterwähnung der Kirche 1548. Der Vorgängerbau wurde wegen Baufälligkeit 1803 abgerissen und 1803-1805 durch heutige Kirche ersetzt. Der Kirchturm, ein Wehrturm aus dem Mittelalter, blieb erhalten, wurde innen aber umgestaltet. | 31221654 | Weitere Bilder |
| Petriweg 6 52° 5′ 24″ N, 10° 22′ 54″ O | Friedhof          | | 31221675 | BW             |

### Gruppe: Hofanlage Untere Dorfstraße 18
Baudenkmal (Gruppe):

| Lage                                             | Bezeichnung                    | Beschreibung | ID       | Bild |
| ------------------------------------------------ | ------------------------------ | ------------ | -------- | ---- |
| Untere Dorfstraße 18 52° 5′ 31″ N, 10° 22′ 53″ O | Hofanlage Untere Dorfstraße 18 |              | 31190695 | BW   |

Baudenkmale (Einzeln):

| Lage                                             | Bezeichnung              | Beschreibung | ID       | Bild |
| ------------------------------------------------ | ------------------------ | ------------ | -------- | ---- |
| Untere Dorfstraße 18 52° 5′ 32″ N, 10° 22′ 53″ O | Scheune                  |              | 31221715 | BW   |
| Untere Dorfstraße 18 52° 5′ 31″ N, 10° 22′ 53″ O | Wohn-/Wirtschaftsgebäude |              | 31221694 | BW   |

Baudenkmale (Einzeln):

| Lage                                                       | Bezeichnung        | Beschreibung                                                          | ID       | Bild           |
| ---------------------------------------------------------- | ------------------ | --------------------------------------------------------------------- | -------- | -------------- |
| Landstraße 9 52° 5′ 31″ N, 10° 22′ 43″ O                   | Wohnhaus           |                                                                       | 31221630 | BW             |
| Karl-Scharfenberg-Straße 55/57 52° 5′ 13″ N, 10° 22′ 48″ O | Verwaltungsgebäude | Verwaltungs- und Kauengebäude der Schachtanlage Hannoversche Treue II | 31221608 | Weitere Bilder |

## Engerode

### Gruppe: Kirchhof Engerode
Baudenkmal (Gruppe):

| Lage                        | Bezeichnung       | Beschreibung | ID       | Bild |
| --------------------------- | ----------------- | ------------ | -------- | ---- |
| 52° 5′ 18″ N, 10° 22′ 20″ O | Kirchhof Engerode |              | 31191008 | BW   |

Baudenkmale (Einzeln):

| Lage                                              | Bezeichnung      | Beschreibung | ID       | Bild           |
| ------------------------------------------------- | ---------------- | --- | -------- | -------------- |
| An der Marienkirche 52° 5′ 18″ N, 10° 22′ 20″ O   | Kirche           | Die St.-Marien-Kirche ist eine alte Wallfahrtskirche, die 1236 als Kapelle eines Klosters erbaut wurde. Sie ist bekannt durch ihre gotischen Gewölbe- und Wandmalereien, die Stationen aus dem Leben Christi darstellen. Das Gebäude besteht aus dem ehemaligen Wohnturm (heute Glockenturm) und zwei kleineren Chorquadraten. | 31222183 | Weitere Bilder |
| An der Marienkirche 5 52° 5′ 18″ N, 10° 22′ 20″ O | Kirchhof         | | 31222245 | BW             |
| An der Marienkirche 4 52° 5′ 18″ N, 10° 22′ 19″ O | Feuerwehrdenkmal | | 31222225 | BW             |
| An der Marienkirche 52° 5′ 18″ N, 10° 22′ 20″ O   | Grabsteine       | | 31226283 | BW             |

### Baudenkmale (Einzeln)
| Lage                                              | Bezeichnung    | Beschreibung | ID       | Bild |
| ------------------------------------------------- | -------------- | ------------ | -------- | ---- |
| An der Marienkirche 1 52° 5′ 18″ N, 10° 22′ 22″ O | Gastwirtschaft |              | 31222204 | BW   |

## Gebhardshagen

### Gruppe: Siedlung Gebhardshagen
Baudenkmal (Gruppe):

| Lage                       | Bezeichnung            | Beschreibung | ID       | Bild |
| -------------------------- | ---------------------- | ------------ | -------- | ---- |
| 52° 6′ 32″ N, 10° 21′ 3″ O | Siedlung Gebhardshagen |              | 31191711 | BW   |

Baudenkmale (Einzeln):

| Lage                                                           | Bezeichnung      | Beschreibung | ID       | Bild |
| -------------------------------------------------------------- | ---------------- | ------------ | -------- | ---- |
| Am Fuchsloch 14, 16, 18, 20 52° 6′ 34″ N, 10° 20′ 57″ O        | Mehrfamilienhaus |              | 31222906 | BW   |
| Am Fuchsloch 12 52° 6′ 32″ N, 10° 20′ 58″ O                    | Mehrfamilienhaus |              | 31222870 | BW   |
| Am Fuchsloch 10 52° 6′ 32″ N, 10° 20′ 58″ O                    | Mehrfamilienhaus |              | 31222834 | BW   |
| Am Fuchsloch 8 52° 6′ 31″ N, 10° 20′ 58″ O                     | Mehrfamilienhaus |              | 31222798 | BW   |
| Am Fuchsloch 6 52° 6′ 30″ N, 10° 20′ 58″ O                     | Mehrfamilienhaus |              | 31222762 | BW   |
| Am Fuchsloch 4 52° 6′ 30″ N, 10° 20′ 58″ O                     | Mehrfamilienhaus |              | 31222726 | BW   |
| Sonnenbergweg 3, 5, 7 52° 6′ 29″ N, 10° 20′ 59″ O              | Mehrfamilienhaus |              | 31223695 | BW   |
| Am Fuchsloch 7, 9, 11, 13, 15 52° 6′ 33″ N, 10° 21′ 0″ O       | Mehrfamilienhaus |              | 31222780 | BW   |
| Am Fuchsloch 1, 3, 5 52° 6′ 31″ N, 10° 21′ 1″ O                | Mehrfamilienhaus |              | 31222690 | BW   |
| Sonnenbergweg 9, 11, 13 52° 6′ 29″ N, 10° 21′ 2″ O             | Mehrfamilienhaus |              | 31223749 | BW   |
| Am Schlehenbusch 2, 4 52° 6′ 35″ N, 10° 21′ 2″ O               | Mehrfamilienhaus |              | 31222996 | BW   |
| Am Schlehenbusch 6, 8, 10, 12 52° 6′ 35″ N, 10° 21′ 4″ O       | Mehrfamilienhaus |              | 31223032 | BW   |
| Auf der Tanne 15, 17 52° 6′ 35″ N, 10° 21′ 6″ O                | Mehrfamilienhaus |              | 31223356 | BW   |
| Hinterberg 6, 8, 10, 12, 14 52° 6′ 33″ N, 10° 21′ 2″ O         | Mehrfamilienhaus |              | 31223505 | BW   |
| Hinterberg 2, 4 52° 6′ 31″ N, 10° 21′ 3″ O                     | Mehrfamilienhaus |              | 31223433 | BW   |
| Hinterberg 9, 11 52° 6′ 34″ N, 10° 21′ 3″ O                    | Mehrfamilienhaus |              | 31223559 | BW   |
| Hinterberg 7 52° 6′ 33″ N, 10° 21′ 4″ O                        | Mehrfamilienhaus |              | 31223523 | BW   |
| Hinterberg 5 52° 6′ 32″ N, 10° 21′ 4″ O                        | Mehrfamilienhaus |              | 31223487 | BW   |
| Hinterberg 3 52° 6′ 31″ N, 10° 21′ 4″ O                        | Mehrfamilienhaus |              | 31223451 | BW   |
| Hinterberg 1 52° 6′ 31″ N, 10° 21′ 4″ O                        | Mehrfamilienhaus |              | 31223415 | BW   |
| Auf der Tanne 12, 14 52° 6′ 34″ N, 10° 21′ 5″ O                | Mehrfamilienhaus |              | 31223302 | BW   |
| Auf der Tanne 6, 8, 10 52° 6′ 33″ N, 10° 21′ 6″ O              | Mehrfamilienhaus |              | 31223194 | BW   |
| Auf der Tanne 2, 4 52° 6′ 31″ N, 10° 21′ 6″ O                  | Mehrfamilienhaus |              | 31223122 | BW   |
| Auf der Tanne 1, 3, 5, 7, 9, 11, 13 52° 6′ 33″ N, 10° 21′ 7″ O | Mehrfamilienhaus |              | 31223104 | BW   |
| Sonnenbergweg 28 52° 6′ 30″ N, 10° 21′ 8″ O                    | Kiosk            |              | 31223863 | BW   |
| Sonnenbergweg 30, 32 52° 6′ 31″ N, 10° 21′ 9″ O                | Mehrfamilienhaus |              | 31223881 | BW   |
| Sonnenbergweg 23 - 25 52° 6′ 30″ N, 10° 21′ 9″ O               | Schule           |              | 31223839 | BW   |

### Gruppe: Burg Gebhardshagen
Baudenkmal (Gruppe):

| Lage                        | Bezeichnung        | Beschreibung | ID       | Bild           |
| --------------------------- | ------------------ | --- | -------- | -------------- |
| 52° 6′ 13″ N, 10° 21′ 32″ O | Burg Gebhardshagen | Die Burg Gebhardshagen wurde im 12. Jahrhundert errichtet. Sie war Stammsitz des Geschlechtes derer von Hagen. Nachdem das Geschlecht um 1280 erloschen war, kam die Anlage in den Besitz der Herzöge von Braunschweig-Lüneburg. Im Dreißigjährigen Krieg wurde die Burg 1637 zerstört. Seit dem Wiederaufbau in der zweiten Hälfte des 17. Jahrhunderts wird die Burg als Domäne geführt. Heute ist die Stadt Salzgitter Eigentümerin der Gebäude. | 31191062 | Weitere Bilder |

Baudenkmale (Einzeln):

| Lage                                            | Bezeichnung              | Beschreibung                                   | ID                                                                  | Bild |
| ----------------------------------------------- | ------------------------ | ---------------------------------------------- | ------------------------------------------------------------------- | ---- |
| Vor der Burg 19 a 52° 6′ 16″ N, 10° 21′ 31″ O   | Torhaus                  |                                                | 31219147                                                            | BW   |
| Vor der Burg 19 52° 6′ 15″ N, 10° 21′ 31″ O     | Burghof                  |                                                | 31224155                                                            | BW   |
| Vor der Burg 19 52° 6′ 16″ N, 10° 21′ 32″ O     | Steinwerk                | Ehemaliger Palas und Speichergebäude           | 31224012                                                            | BW   |
| Vor der Burg 19 52° 6′ 15″ N, 10° 21′ 33″ O     | Wirtschaftsgebäude       | ehemaliges Brauhaus                            | Palas und Speichergebäude/1/-/ Ehemaliger Palas und Speichergebäude | BW   |
| Vor der Burg 19 52° 6′ 15″ N, 10° 21′ 32″ O     | Wohnhaus                 | Wohnhaus des Amtmannes und Gutshaus der Domäne | 31223962                                                            | BW   |
| Vor der Burg 19 52° 6′ 15″ N, 10° 21′ 29″ O     | Wohnhaus                 | Langer Stall                                   | 31219221                                                            | BW   |
| Vor der Burg 19 52° 6′ 15″ N, 10° 21′ 29″ O     | Scheune                  | Burgscheune                                    | 31224110                                                            | BW   |
| Vor der Burg 19 52° 6′ 13″ N, 10° 21′ 29″ O     | Schafstall               |                                                | 31224059                                                            |      |
| Vor der Burg 19 52° 6′ 11″ N, 10° 21′ 28″ O     | Wohnhaus                 |                                                | 31219105                                                            | BW   |
| Vor der Burg 19 52° 6′ 11″ N, 10° 21′ 31″ O     | Stall                    | Kuh- und Schweinestall                         | 31224039                                                            | BW   |
| Sternbergstraße 19 52° 6′ 11″ N, 10° 21′ 33″ O  | Wohn-/Wirtschaftsgebäude | Verwalterhaus mit Stallscheune                 | 31224085                                                            | BW   |
| Sternbergstraße 7 a 52° 6′ 11″ N, 10° 21′ 35″ O | Stall                    |                                                | 31219172                                                            | BW   |
| Vor der Burg 19 52° 6′ 13″ N, 10° 21′ 34″ O     | Scheune                  | Domäne Gebhardshagen, Ostseite                 | 31224135                                                            | BW   |

### Gruppe: Siedlung Waldring – Haverlahwiese
Baudenkmal (Gruppe):

| Lage                                 | Bezeichnung                       | Beschreibung | ID       | Bild |
| ------------------------------------ | --------------------------------- | ------------ | -------- | ---- |
| Waldring 52° 5′ 43″ N, 10° 20′ 16″ O | Siedlung Waldring - Haverlahwiese |              | 31191075 | BW   |

Baudenkmale (Einzeln):

| Lage                                        | Bezeichnung | Beschreibung | ID       | Bild |
| ------------------------------------------- | ----------- | ------------ | -------- | ---- |
| Waldring 1 52° 5′ 45″ N, 10° 20′ 17″ O      | Wohnhaus    |              | 31224176 | BW   |
| Waldring 3, 5 52° 5′ 44″ N, 10° 20′ 15″ O   | Doppelhaus  |              | 31224248 | BW   |
| Waldring 7, 9 52° 5′ 43″ N, 10° 20′ 15″ O   | Doppelhaus  |              | 31224320 | BW   |
| Waldring 11, 13 52° 5′ 42″ N, 10° 20′ 14″ O | Doppelhaus  |              | 31224374 | BW   |
| Waldring 8, 10 52° 5′ 42″ N, 10° 20′ 18″ O  | Doppelhaus  |              | 31224338 | BW   |
| Waldring 4, 6 52° 5′ 43″ N, 10° 20′ 19″ O   | Doppelhaus  |              | 31224266 | BW   |
| Waldring 2 52° 5′ 44″ N, 10° 20′ 19″ O      | Wohnhaus    |              | 31224194 | BW   |

### Baudenkmale (Einzeln)
| Lage                                          | Bezeichnung          | Beschreibung | ID       | Bild           |
| --------------------------------------------- | -------------------- | --- | -------- | -------------- |
| Weddeweg 52° 6′ 28″ N, 10° 21′ 21″ O          | Friedhof             | | 31224392 | BW             |
| Weddeweg 52° 6′ 27″ N, 10° 21′ 23″ O          | Grabsteine           | | 31224411 | BW             |
| Lattemannsgasse 7 52° 6′ 19″ N, 10° 21′ 25″ O | Wohnhaus             | Das Lattemannsche Haus ist das Geburtshaus des Luftschiffers und Fallschirmspringers Hermann Lattemann (1852–1894). Lattemann entwickelte als Erster einen zusammenlegbaren Fallschirm. Bei einer Flugveranstaltung 1894 wollte er seine neueste Erfindung vorführen, einen Ballon, der sich bei einer Panne in einen Fallschirm verwandelte. Der Mechanismus versagte jedoch und Lattemann stürzte tödlich ab. | 31223649 |                |
| Vor der Burg 4 52° 6′ 21″ N, 10° 21′ 30″ O    | Schule               | Alte Volkshochschule | 31223917 | BW             |
| Vor der Burg 8 52° 6′ 20″ N, 10° 21′ 32″ O    | Sankt-Nicolai-Kirche | Bau der jetzigen Kirche 1614 bis 1619 durch Herzogin Anna-Sophia von Braunschweig-Wolfenbüttel. Kirchturm wurde 1791 zerstört und erst 1809/11 in geringerer Höhe und mit flacherem Dach erneuert. Zwischen 1860 und 1864 wurde das Querschiff durch einen Anbau erweitert. | 31223938 | Weitere Bilder |
| Pastorenberg 4 52° 6′ 22″ N, 10° 21′ 34″ O    | Pfarrhaus            | | 31223674 | BW             |
| Haverlahwiese 1 52° 5′ 47″ N, 10° 20′ 7″ O    | Verwaltungsgebäude   | Das Gebäude gehörte zum ehemaligen Eisenerzbergwerk Haverlahwiese. Der Tagebau wurde von 1937 bis 1967 betrieben. Der Tiefbau wurde 1938 aufgenommen. Das Bergwerk war die größte Eisenerzgrube Deutschlands. Am 30. Juni 1982 wurde die Förderung eingestellt. | 31223392 | Weitere Bilder |

## Heerte

### Baudenkmale (Einzeln)
| Lage                                            | Bezeichnung      | Beschreibung | ID       | Bild           |
| ----------------------------------------------- | ---------------- | --- | -------- | -------------- |
| Gießereistraße 13 a 52° 7′ 31″ N, 10° 23′ 11″ O | Wohnhaus         | | 31192409 | BW             |
| Barumer Straße 15 52° 7′ 33″ N, 10° 23′ 17″ O   | Wohnhaus         | | 31192366 | BW             |
| Barumer Straße 17 52° 7′ 33″ N, 10° 23′ 19″ O   | St.-Petri-Kirche | Die Kirche wurde 1542 erstmals erwähnt. Das Kirchenschiff wurde 1945 zerbombt und 1953–1954 neu aufgebaut. Der romanische Turm ist ein ehemaliger Wehrturm des Ritterhofes von Heerte und ist bis heute erhalten. | 31192388 | Weitere Bilder |